# Marco Oneto
Marco Antonio Oneto Zúñiga (Viña del Mar, 1982. június 3. –) chilei válogatott kézilabdázó, beállós.

## Pályafutása

### Klubcsapatokban
Fiatalon kosárlabdázott, tizenhárom éves korában kezdett el kézilabdázni a Colegio Coeducacional de Quilpué nevű csapatban. Tizenhat évesen visszautasította egy brazil klub szerződésajánlatát, majd egy évvel később a Barcelona akadémiájának tagja lett. A katalán klubnál először a tartalékok közt szerepelt, majd több kisebb spanyol élvonalbeli csapatban játszott, és 2009-ben csatlakozott újra Valero Rivera együtteséhez. 2011-ben és 2012-ben bajnoki címet, 2011-ben Bajnokok Ligáját nyert a csapattal. A 2012-2013-as szezont megelőzően az MKB Veszprém igazolta le, amellyel bajnoki címet szerzett. Egy évet töltött csak a bakonyi klubnál, ezt követően a német Bundesligában szereplő SC Magdeburgban folytatta pályafutását. A német élvonalban megfordult még a Minden csapatában, majd Lengyelországba, a Wisła Płockhoz szerződött. Európában kézilabdázott még a portugál Sporting és az olasz Albatro Syracuse csapataiban, a 2017-2018-as szezont követően pedig nem játszott többet klubszinten és hazaköltözött Chilébe.

### A válogatottban
Hazájában már az utánpótlás-válogatottakkal is több sikert ért el a korosztályos tornákon, majd a felnőttek között bemutatkozva hamar alapember, később csapatkapitány lett a chilei csapatban. 
Négy alkalommal szerepelt világbajnokságon; 2011-ben (22. hely), 2015-ben (23. hely), 2019-ben (16.) és 2021-ben. Utóbbi világversenyen úgy játszott, hogy azt megelőzően három évvel befejezte az aktív kézilabdázást, klubcsapata nem volt, a válogatott edzőinek segítségével készült a tornára. Két világbajnokságot sérülés miatt kellett kihagynia.
Különböző pán-és dél-amerikai versenyeken többször is dobogós helyezést ért el a nemzeti csapattal. 2019-ben visszavonult a válogatottól, ám később meggondolta magát és újból a szövetségi kapitány rendelkezésére állt.
2014-ben meghívót kapott a világválogatottba, azonban sérülés miatt nem tudott eleget tenni a felkérésnek. 2012-ben a Pánamerikai játékok legértékesebb játékosának (MVP) választották.
A nemzeti csapatban 113 mérkőzésen lépett pályára és 190 gólt szerzett.

## Sikerei, díjai
Barcelona
- Spanyol bajnok: 2011, 2012
- Spanyol Kupa-győztes: 2010, 2012
- Spanyol Király-kupa-győztes: 2009, 2010
- Spanyol Szuperkupa-győztes: 2009, 2010
- Bajnokok Ligája-győztes: 2011

MKB Veszprém
- Magyar bajnok: 2013
- Magyar Kupa-győztes: 2013

Sporting
- Portugál bajnok: 2017
- Challenge Cup-győztes: 2017

Egyéni elismerés
- A Pánamerikai játékok legértékesebb játékosa (MVP): 2012